# Serbisch-montenegrinische Fußballnationalmannschaft/Europameisterschaften
Der Artikel beinhaltet eine ausführliche Darstellung der serbisch-montenegrinischen Fußballnationalmannschaft bei Europameisterschaften und den Qualifikationen dazu. Die Mannschaft trat nach den Jugoslawienkriegen und der Unabhängigkeit der meisten Teilrepubliken die Nachfolge der jugoslawischen Fußballnationalmannschaft an, die zuvor für die Föderative Volksrepublik Jugoslawien und die Sozialistische Föderative Republik Jugoslawien bei Fußball-Europameisterschaften angetreten war. Sie nahm als „Bundesrepublik Jugoslawien“ einmal an einer EM-Endrunde teil. Die Erfolge der jugoslawischen Mannschaft wurden von der UEFA zunächst der Bundesrepublik Jugoslawien und dann Serbien und Montenegro zugerechnet. Nachdem sich auch Montenegro von Serbien abspaltete, wurde die Serbische Fußballnationalmannschaft ihr Nachfolger. Sie nahm erstmals an der Qualifikation für die EM 2008 teil, konnte sich aber erst 2023 für die EM im Jahr 2024 qualifizieren. Die Erfolge der jugoslawischen und serbisch-montenegrinischen Fußballnationalmannschaft werden nun Serbien zugerechnet und mit den gemeinsamen Resultaten werden sie auf Platz 19 der Rangliste geführt.

## Übersicht
| Jahr | Gastgeberland           | Teilnahme bis …     | Letzte(r) Gegner | Ergebnis | Trainer        | Bemerkungen und Besonderheiten |
| ---- | ----------------------- | ------------------- | ---------------- | -------- | -------------- | --- |
| 1996 | England                 | nicht zugelassen    |                  |          |                | |
| 2000 | Niederlande und Belgien | Viertelfinale       | Niederlande      | 8.       | Vujadin Boškov | Mit der bisher höchsten Niederlagen in einem EM-Spiel ausgeschieden. |
| 2004 | Portugal                | nicht qualifiziert  |                  |          |                | In der Qualifikation an Italien und Wales gescheitert, das sich auch nicht qualifizieren konnte |
| 2008 | Österreich und Schweiz  | nicht mehr existent |                  |          |                | Bei der Auslosung der Qualifikation wurde die Mannschaft noch berücksichtigt, da sich aber danach auch Montenegro von Serbien abspaltete, trat stattdessen Serbien an, das sich aber nicht qualifizieren konnte. |

### EM 1996
Aufgrund der UN-Sanktionen infolge der Jugoslawienkriege wurde die nur noch aus Serbien und Montenegro bestehende Bundesrepublik Jugoslawien nicht zur Qualifikation zugelassen. Von den ehemaligen jugoslawischen Teilrepubliken nahmen Kroatien, Mazedonien und Slowenien teil, von denen sich nur Kroatien qualifizieren konnte und bei der Endrunde das Viertelfinale erreichte.

### EM 2000
Vier Jahre später durfte die Bundesrepublik Jugoslawien dann an der Qualifikation für die EM 2000 teilnehmen. Gegner der von Vujadin Boškov trainierten Mannschaft waren Irland, Kroatien, Mazedonien und Malta. Die Mannschaft trug ihr erstes Qualifikationsspiel aus, nachdem die vier Gruppengegner bereits zwei oder drei Spiele bestritten hatte, für Gegner Irland war es das dritte Spiel. Dennoch wurden die ersten drei Spiele gewonnen, ehe es mit einem 0:0 gegen Kroatien den ersten Punktverlust gab. Nach einer Niederlage in Irland und zwei Siegen gegen Mazedonien reichte ein 2:2 in Kroatien, um dank mazedonischer Schützenhilfe vor Irland und Kroatien Gruppensieger zu werden. Irland scheiterte als Gruppenzweiter in den Playoffspielen an der Türkei.
Bei der EM wurden sie in eine Gruppe mit Spanien sowie den erstmals qualifizierten Slowenen und Norwegern gelost. Im ersten Spiel gegen Slowenien lagen sie nach 57 Minuten mit 0:3 zurück und verloren dann auch noch Siniša Mihajlović in der 60. Minute durch eine Gelb-rote Karte. Dennoch gelang es ihnen noch in Unterzahl, durch drei Tore innerhalb von sechs Minuten ein Remis zu erreichen, wobei Savo Milošević allein zwei Tore erzielte. Ihm gelang auch im zweiten Spiel gegen Norwegen das einzige Tor des Spiels. Auch im letzten Gruppenspiel gegen Spanien brachte er die Mannschaft in Führung. Danach entwickelte sich ein dramatisches Spiel, denn zweimal konnte die Mannschaft nach dem spanischen Ausgleich nachlegen und erneut in Führung gehen – zuletzt nach einer Gelb-roten Karte sogar in Unterzahl. Auf den Treffer zum 3:3 in der vierten Minute der Nachspielzeit durch einen verwandelten Foulelfmeter hatte die Mannschaft dann aber keine Antwort mehr – im Gegenteil, den Spaniern gelang zwei Minuten später noch der Siegtreffer, wodurch die Spanier Gruppensieger wurden. Die Mannschaft der Bundesrepublik Jugoslawien wurde aber aufgrund des direkten Vergleichs mit Norwegen Gruppenzweiter und traf im Viertelfinale auf Co-Gastgeber Niederlande. Hier konnte dann die Abwehrschwäche der im Schnitt 28,9 Jahre alten Mannschaft, die schon zu sieben Gegentore in den Gruppenspielen geführt hatte, nicht mehr durch eigene Tore kompensiert werden und mit 1:6 ging die Mannschaft unter. Immerhin gelang Milošević in der Nachspielzeit mit seinem fünften Turniertor noch der Ehrentreffer, wodurch er zusammen mit dem Niederländer Patrick Kluivert bester Torschütze des Turniers wurde. Damit endete dann auch die Amtszeit von Boškov als Nationaltrainer.

### EM 2004
Nach der verfehlten Qualifikation für die Fußball-Weltmeisterschaft 2002 hatte Dejan Savićević das Amt des Nationaltrainers übernommen. Gruppengegner in der Qualifikation waren Italien, Wales, Finnland und Aserbaidschan. Die Mannschaft begann die Qualifikation noch als Bundesrepublik Jugoslawien, nach zwei Spielen trat sie dann als Mannschaft von Serbien und Montenegro an. Mit nur drei Siegen bei drei Remis und zwei Niederlagen – ein 0:3 in Finnland und ein 1:2 in Aserbaidschan – reichte es nur zum dritten Platz. Italien sicherte sich als Gruppensieger die direkte Qualifikation für die Endrunde, Wales scheiterte als Gruppenzweiter in den Playoffs an Russland. Nationaltrainer Savićević hatte schon nach der 1:2-Niederlage in Aserbaidschan das Handtuch geworfen, seinem Nachfolger Ilija Petković halfen die beiden folgenden Siege gegen Wales und das Remis gegen Italien aber nicht mehr. Um noch Gruppenzweiter zu werden, wäre ein Sieg gegen Italien notwendig gewesen.

### EM 2008
Bei der Auslosung der Qualifikation zur Europameisterschaft 2008 befand sich auch das Los mit der Mannschaft von Serbien und Montenegro in einem Lostopf und wurde der Gruppe A mit Portugal zugelost. Da sich die Bevölkerung Montenegros in einem Referendum am 21. Mai 2006 für die Unabhängigkeit von Serbien ausgesprochen hatte, wurde die gemeinsame Nationalmannschaft aufgelöst, nachdem diese bei der WM 2006 mit einem Spiel gegen die Elfenbeinküste ihr letztes Länderspiel bestritt. Serbien übernahm den Platz von Serbien und Montenegro, konnte sich aber erstmals 2023 für die 2024 stattfindende EM-Endrunde qualifizieren. Montenegro trat erstmals vier Jahre später zu einer EM-Qualifikation an, konnte sich aber bisher noch nicht qualifizieren.

## Spieler mit den meisten Einsätzen bei Europameisterschaften
| Spiele | Spieler   | Jahr (Spiele) |
| ------ | --------- | ------------- |
| 4      | 7 Spieler | 2000 (4)      |
| 3      | 4 Spieler | 2000 (3)      |

## Spieler mit den meisten Toren bei Europameisterschaften
| Tore | Spieler              | Jahr (Tore) |
| ---- | -------------------- | ----------- |
| 5    | Savo Milošević       | 2000 (5)    |
| 1    | Ljubinko Drulović    | 2000 (1)    |
|      | Dejan Govedarica     | 2000 (1)    |
|      | Slobodan Komljenović | 2000 (1)    |

## Bei Europameisterschaften gesperrte Spieler
- 2000 erhielt Siniša Mihajlović im ersten Gruppenspiel die Gelb-rote Karte und war für das zweite Gruppenspiel gesperrt. In diesem erhielt der eine Minute zuvor eingewechselte Mateja Kežman die Rote Karte und war für letzte Gruppenspiel gesperrt in dem Slaviša Jokanović die Gelb-rote Karte erhielt und für das Viertelfinale gesperrt war. Dies überstand die Mannschaft dann ohne Spielerverluste.

## Anteil der im Ausland spielenden Spieler im EM-Kader
Legionäre stellten 2000 das Hauptkontingent. Dabei kamen die 22 Spieler von 20 verschiedenen Vereinen.
| Jahr (Spiele) | Anzahl (Länder) | Spieler (Einsätze) |
| ------------- | --- | --- |
| 2000 (4)      | 18 (1 in Deutschland, 1 in Frankreich, 5 in Italien, 1 in Japan, 2 in den Niederlanden, 1 in Portugal, 7 in Spanien) | Slobodan Komljenović (3); Niša Saveljić (3); Vladimir Jugović (4), Darko Kovačević (2), Siniša Mihajlović (3), Predrag Mijatović (4), Dejan Stanković (2); Dragan Stojković (4); Dejan Govedarica (3), Ivica Kralj (4); Ljubinko Drulović (4); Željko Cicović (0), Goran Đorović (2), Miroslav Đukić (4), Slaviša Jokanović (3), Savo Milošević (4), Albert Nađ (2), Jovan Stanković (2) |

## Rekorde

### Negativ-Rekorde
- Höchste Niederlage: 1:6 gegen die Niederlande im Viertelfinale 2000
- Einzige Mannschaft, die bei einer Endrunde drei Spieler durch rote oder gelb-rote Karten verlor.
- Schnellste Rote Karte nach Einwechslung: Mateja Kežman in der 88. Minute, eine Minute nach seiner Einwechslung in der 87. Minute.

## Besonderheiten
- Erster Elfmeter in der Nachspielzeit: Am 21. Juni 2000 in der 4. Minute der Nachspielzeit des Spiels gegen Spanien zum zwischenzeitlichen 3:3-Ausgleich für Spanien durch Gaizka Mendieta.

## Spiele
Die Bundesrepublik Jugoslawien bestritt vier EM-Spiele, davon wurde eins gewonnen, zwei wurden verloren und eins endete remis. Kein Spiel musste verlängert werden.
Die Bundesrepublik Jugoslawien bestritt nie das Eröffnungsspiel, spielte einmal gegen den Co-Gastgeber (2000), aber nie gegen den späteren Europameister und Titelverteidiger. Alle Spiele sind einmalig. Der einzige Sieg ist auch der einzige und damit höchste gegen Norwegen, die 1:6-Niederlage auch die höchste gegen die Niederlande.
| Alle EM-Spiele |            |        |             |   |                                  |                |                                    |
| Nr.            | Datum      | Gegner | Ergebnis    |   | Anlass                           | Austragungsort | Bemerkungen                        |
| 1              | 13.06.2000 | 3:3    | Slowenien   | * | Charleroi (BEL), Stade du Pays   | Vorrunde       | Erstes Länderspiel gegen Slowenien |
| 2              | 18.06.2000 | 1:0    | Norwegen    | * | Lüttich (BEL), Stade de Sclessin | Vorrunde       | Erstes Länderspiel gegen Norwegen  |
| 3              | 21.06.2000 | 3:4    | Spanien     | * | Brügge (BEL), Stade Jan Breydel  | Vorrunde       |                                    |
| 4              | 25.06.2000 | 1:6    | Niederlande | A | Rotterdam (NED), De Kuip         | Viertelfinale  | Letztes Spiel unter Vujadin Boškov |